# Himertosoma striatum
Himertosoma striatum är en stekelart som först beskrevs av André Seyrig 1932.  Himertosoma striatum ingår i släktet Himertosoma och familjen brokparasitsteklar. Inga underarter finns listade i Catalogue of Life.